# Centro Médico Kaplan
O Centro Médico Kaplan (em hebreu: מרכז רפואי קפלן) (Merkaz Refui Kaplan) é um hospital situado no sul da cidade de Rehovot. Em 2001, o hospital contava com 535 camas e em maio de 2001 foi o décimo hospital maior de Israel. O centro presta serviços médicos a toda a população da região de Shephelah e dos municípios de Rejovot, Yavne e Gedera. O hospital serve à população de Asdode juntamente com o Centro Médico Barzilai situado em Ascaló.
O hospital foi fundado em 1953 e recebeu o nome de Eliezer Kaplan, um conhecido político sionista e ministro das Finanças de Israel. O centro médico Kaplan é um hospital universitário. O centro está associado com a organização de mulheres Hadassah e com a Faculdade de Medicina da Universidade Hebrea de Jerusalém. O hospital Kaplan tem um centro no município de Gedera denominado Herzfeld Geriatric Center, que serve principalmente como hospital geriátrico e lar de idosos.

## Departamentos
O centro médico Kaplan dispõe de departamentos vanguardistas na maioria de campos importantes da medicina e o seu pessoal médico é nacionalmente reconhecido. O seu pessoal médico colabora com as principais instituições académicas e de investigação em Israel (principalmente, com o Instituto Weizmann de Ciências e com a Universidade Hebraica de Jerusalém) e com organizações estrangeiras, para permanecer na vanguardia da tecnologia e dos standards médicos.
Estos são os departamentos do centro médico Kaplan que combinam a Gestão da qualidade total médica com a tecnologia mais avançada:
- Departamento de cirurgia ambulatória
- Centro de saúde cardíaco, este departamento está baseado numa inovadora metodologia e é um dos centros mais avançados e completos de Israel. É um centro cardíaco avançado que leva a termo cirurgia a coração aberto.
- O Laboratório de Cateterismo cardíaco, é um departamento que inclui todas as subespecialidades não invasivas de Cardiologia. O hospital traz a termo a substituição da Válvula aórtica, é um centro comparavel aos centros de cardiologia mais avançados no mundo.
- Um centro de diagnóstico e tratamento de vanguardia para trastornos cardiovasculares, incluindo assim mesmo todo o espectro de imagens não invasivas.
- O recentemente construído departamento de emergências e unidade de trauma Ilan Ramon, considera-se em Israel como centro líder no campo da Medicina de emergência. O departamento foi nomeado em memória do falecido coronel Ilan Ramon, o primeiro astronauta israelense que morreu em 16 de janeiro de 2003 com a tripulação do vaivém espacial Columbia.
- O instituto Geriátrico de Educação e Pesquisa e o centro de Reabilitação Geriatria Hartzfeld
- O departamento de Ginecologia e Obstetrícia
- O centro de Hematologia e Oncologia.
- O centro de Metodologias Inovadoras de Pesquisa e Tratamento Oncológico, incluindo o programa de medula óssea e células mãe.
- A unidade de cuidados intensivos, Centro de Tratamento e Investigação de SIDA Neve Ouro, é a principal clínica especializada no vírus da SIDA em Israel.
- O departamento de Medicina nuclear e Unidade de Isótopo
- O instituto de Oncologia e a Unidade de Tumores do Sistema Digestivo
- O departamento de Oftalmologia.
- A unidade de Pediatria faz parte do departamento de pediatria do centro médico Kaplan, recebe anualmente a 55.000 pacientes de 0 a 16 anos de idade. O seu hospital actual conta com 60 camas, a unidade recebe mais de 6.000 meninos anualmente.
- O instituto pulmonar.